# Waschhaus (Dammarie-les-Lys)
Koordinaten: 48° 30′ 52,8″ N, 2° 35′ 39″ O

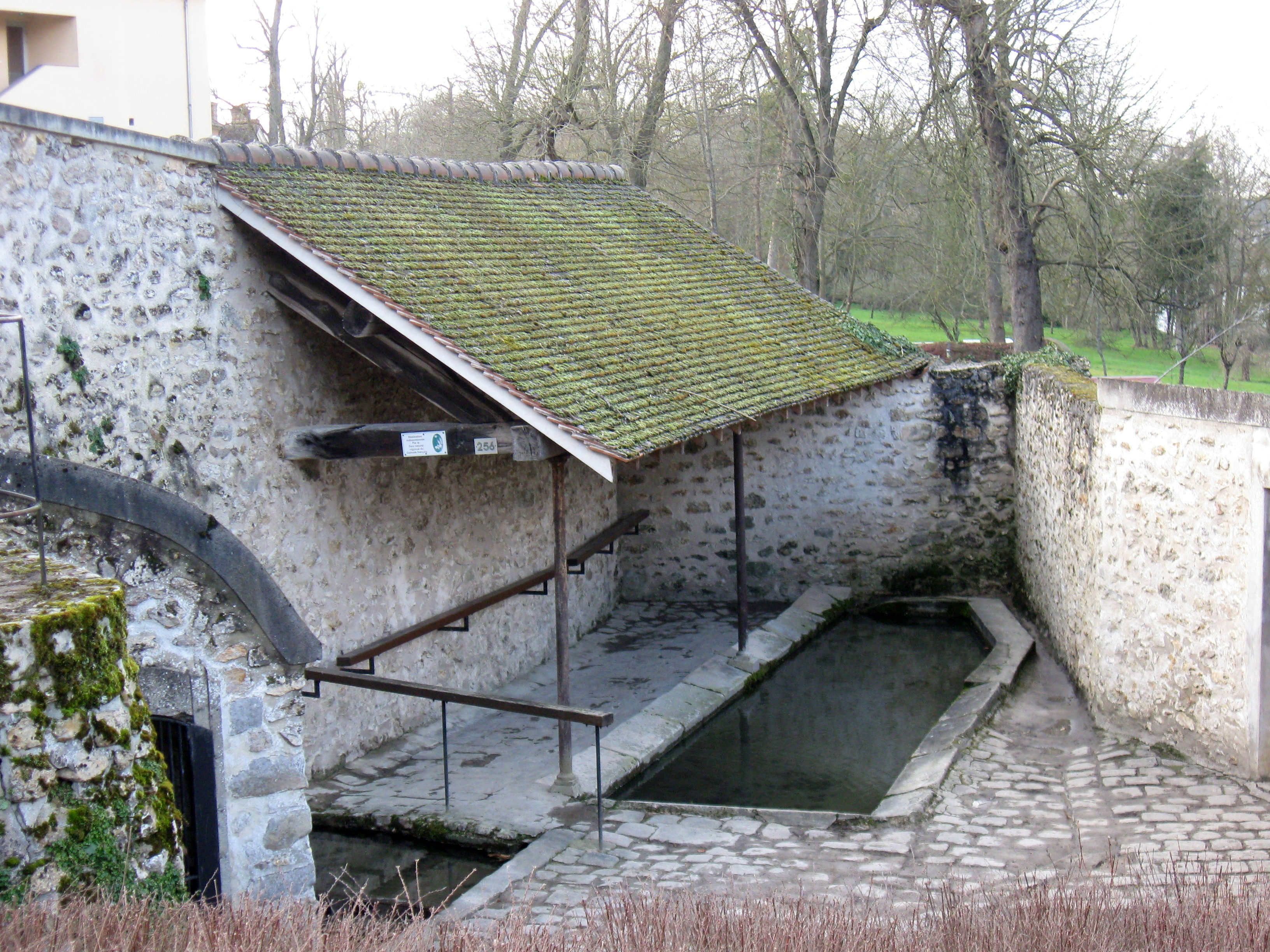
Waschhaus in Dammarie-les-Lys

Das Waschhaus (französisch lavoir) in Dammarie-les-Lys, einer französischen Gemeinde im Département Seine-et-Marne in der Region Île-de-France, wurde im 19. Jahrhundert errichtet. Es befindet sich in der Rue de la Gare.
Das Waschhaus aus Bruchsteinmauerwerk mit Pultdach wird von einem Bach und einem Brunnen mit Wasser versorgt.
Es ist das einzige erhaltene Waschhaus im Ort von insgesamt vier, die bis im 20. Jahrhundert vorhanden waren.